# Bajánháza
Bajánháza (szlovákul: Bajany, románul: Boneşti) község Szlovákiában, a Kassai kerület Nagymihályi járásában.

## Fekvése
Nagykapostól 8 km-re északkeletre, az Ung bal partján található.

## Története
1370-ben „Bayanhaza” néven említi először írásos forrás. 1434-ben a Bayan néven szerepel és később csupán az eredeti és ősi Bajánháza megnevezés bukkan fel az írott forrásokban . Lakói főként mezőgazdasággal és szövéssel foglalkoztak.
A 18. század végén, 1796-ban Vályi András így ír róla: „BAJÁNHÁZA. Bonyestye. Elegyes lakosú falu Ungvár Vármegyében, birtokosai több Uraságok, lakosai katolikusok, és reformátusok, fekszik nap kelet felé Pálótzhoz egy mértföldnyire. Szántó földgyei termékenyek, ’s szép javai is vagynak, második Osztálybéli.”
Fényes Elek 1851-ben kiadott geográfiai szótárában így ír a faluról: „Bajánháza, magyar-orosz falu, Ungh vármegyében, Palóczhoz egy órányira: 140 r., 132 g. kath., 168 ref., 54 zsidó lak., ref. anyatemplommal, jó földekkel, erdővel. F. u. többen. Ut. p. Ungvár.”
1897-ben jelentősebb birtokosai a Berzeviczy (125 hold) és Köröskényi (116 hold) család voltak.[forrás?] 1920-ig Ung vármegye Nagykaposi járásához tartozott.
A Csehszlovákiához csatolás után, 1920-ban először a Bajánház név vált hivatalossá, majd 1927-ben vezették be a ma is hivatalos szlovák nevet.

## Népessége
| Év:            | 1994. | 2004.   | 2014.   | 2024.   |
| -------------- | ----- | ------- | ------- | ------- |
| Emberek száma: | 507   | 495     | 481     | 438     |
| Eltérés:       |       | -2,36 % | -2,82 % | -8,93 % |

| Év:            | 2023. | 2024.   |
| -------------- | ----- | ------- |
| Emberek száma: | 443   | 438     |
| Eltérés:       |       | -1,12 % |

1910-ben 518-an, túlnyomórészt magyar anyanyelvűek lakták.
2001-ben 534 lakosából 453 szlovák és 65 magyar volt.
2011-ben 506 lakosából 456 szlovák és 44 magyar volt.

## Nevezetességei
- Római katolikus temploma 1910-ben, református temploma 1936-ban, görögkatolikus temploma 1992-ben épült.

## Képtár

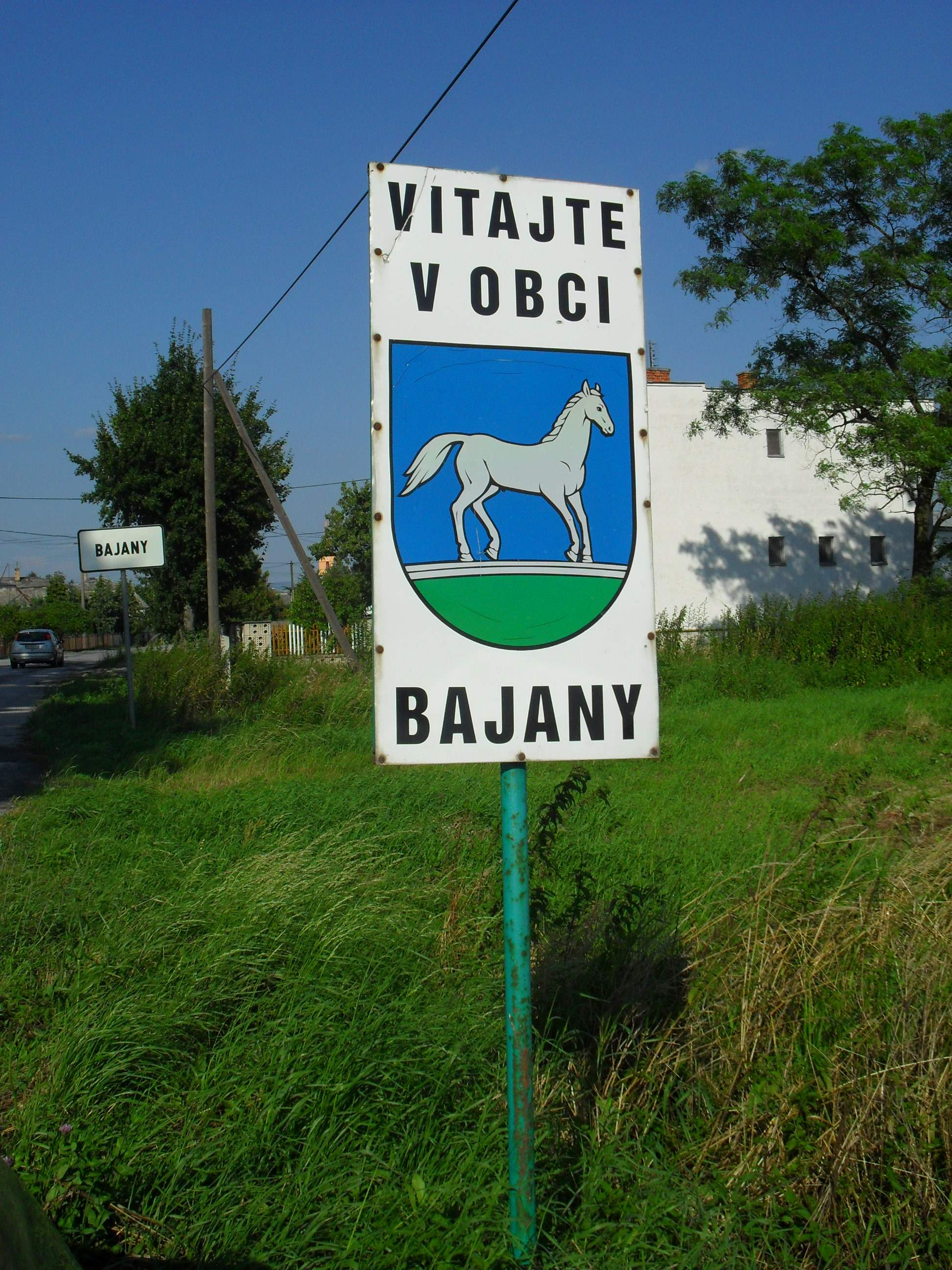
Címeres üdvözlőtábla
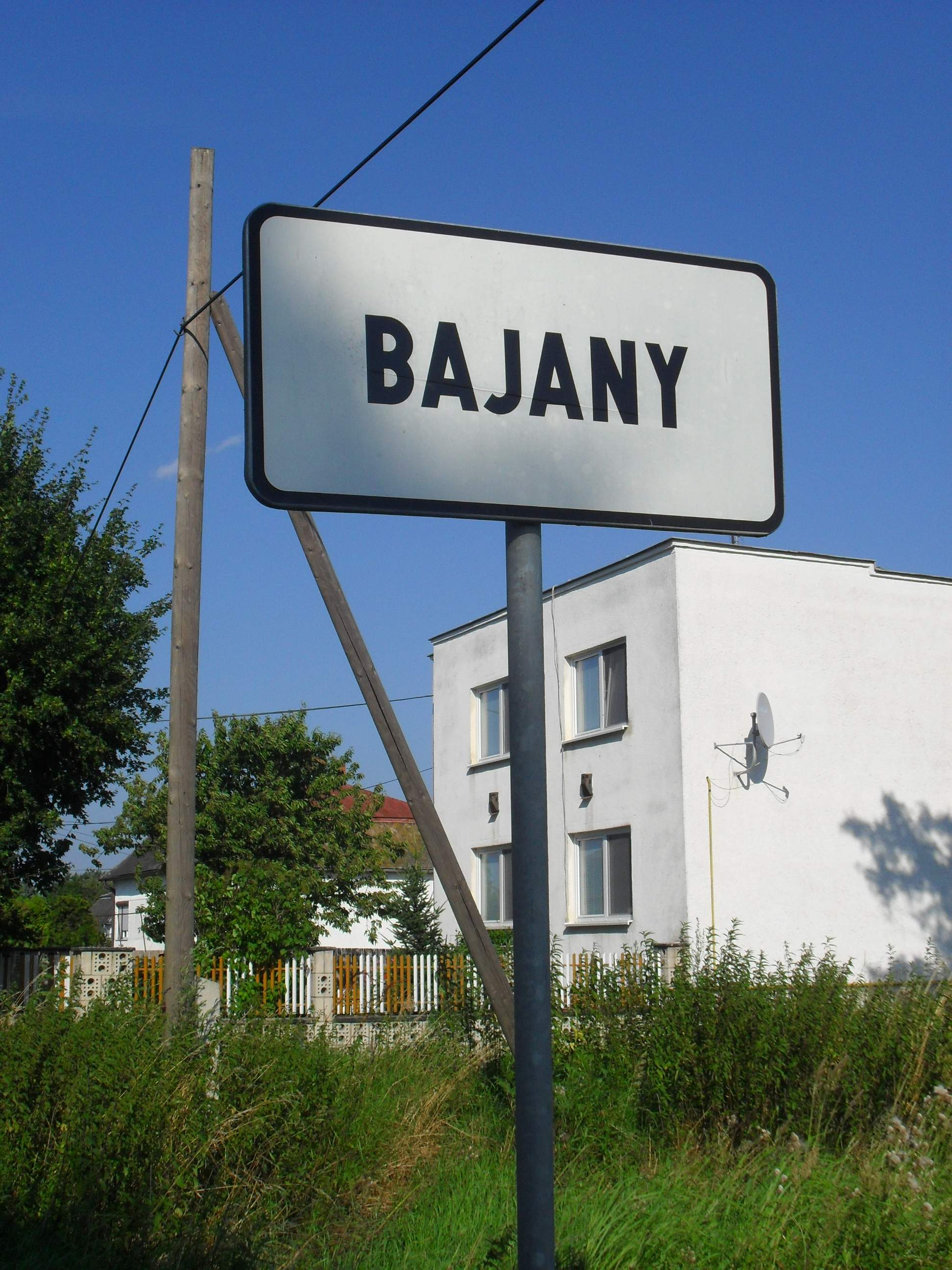
Helységnévtábla
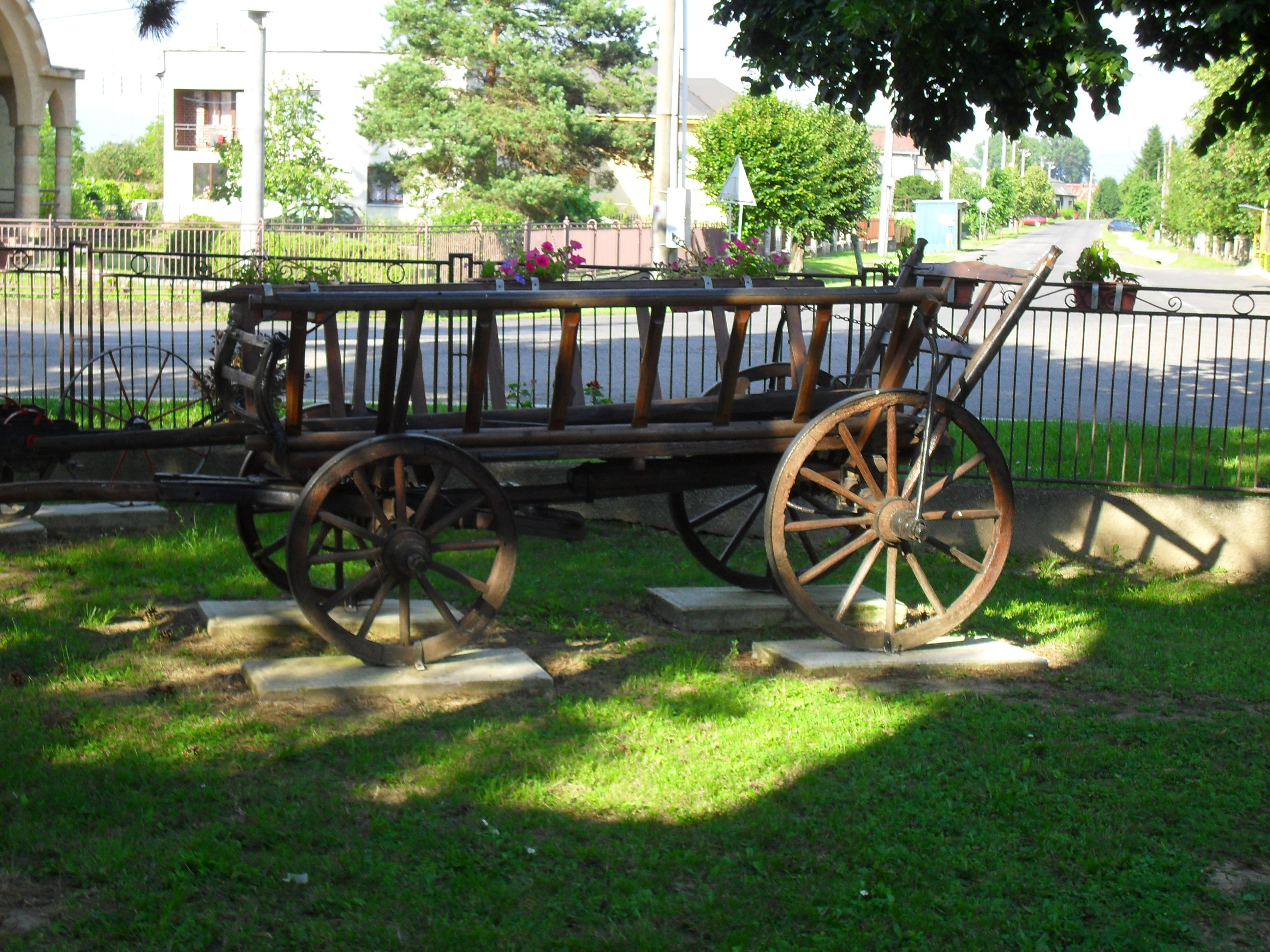
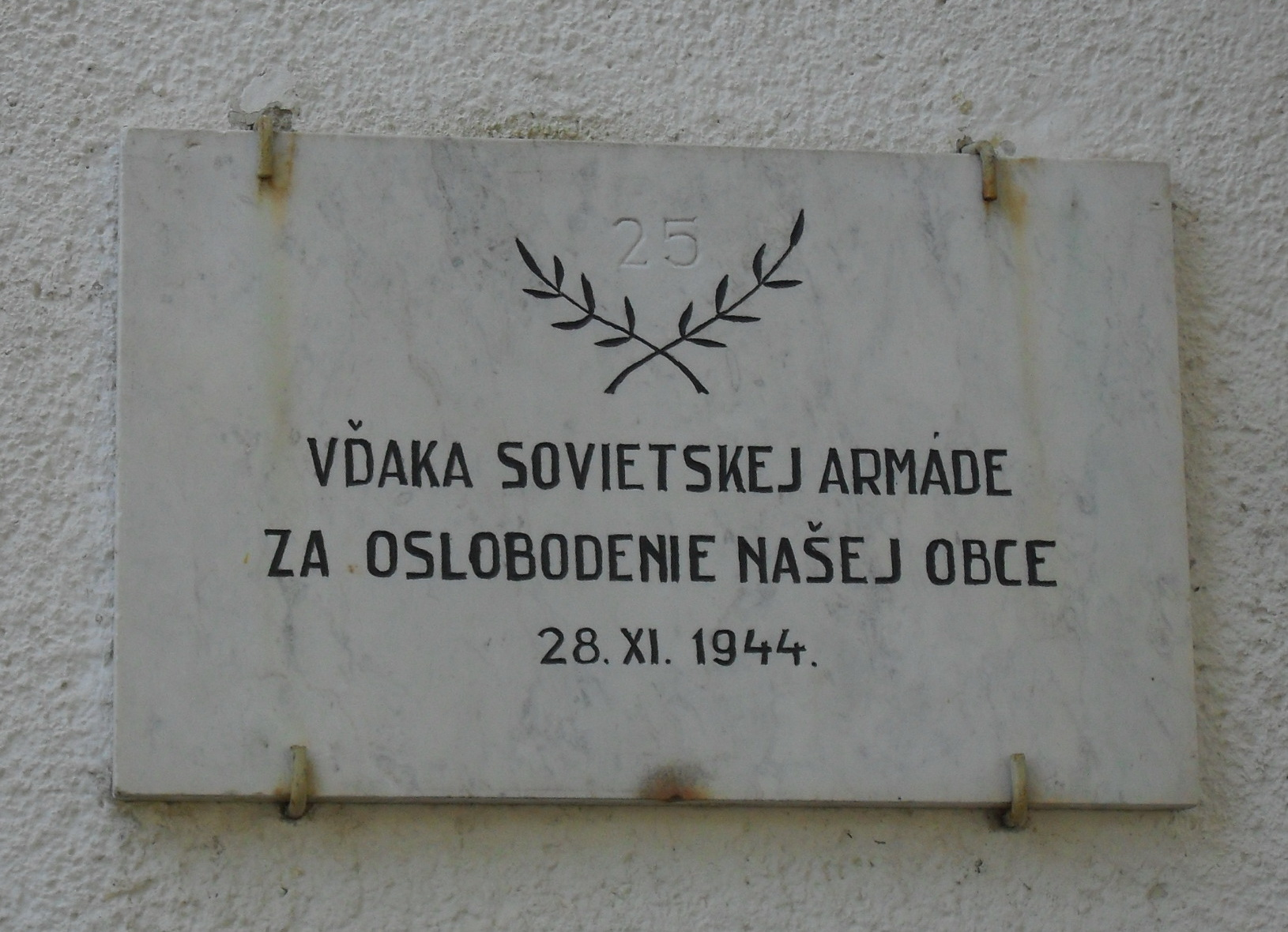
Felszabadulási emléktábla
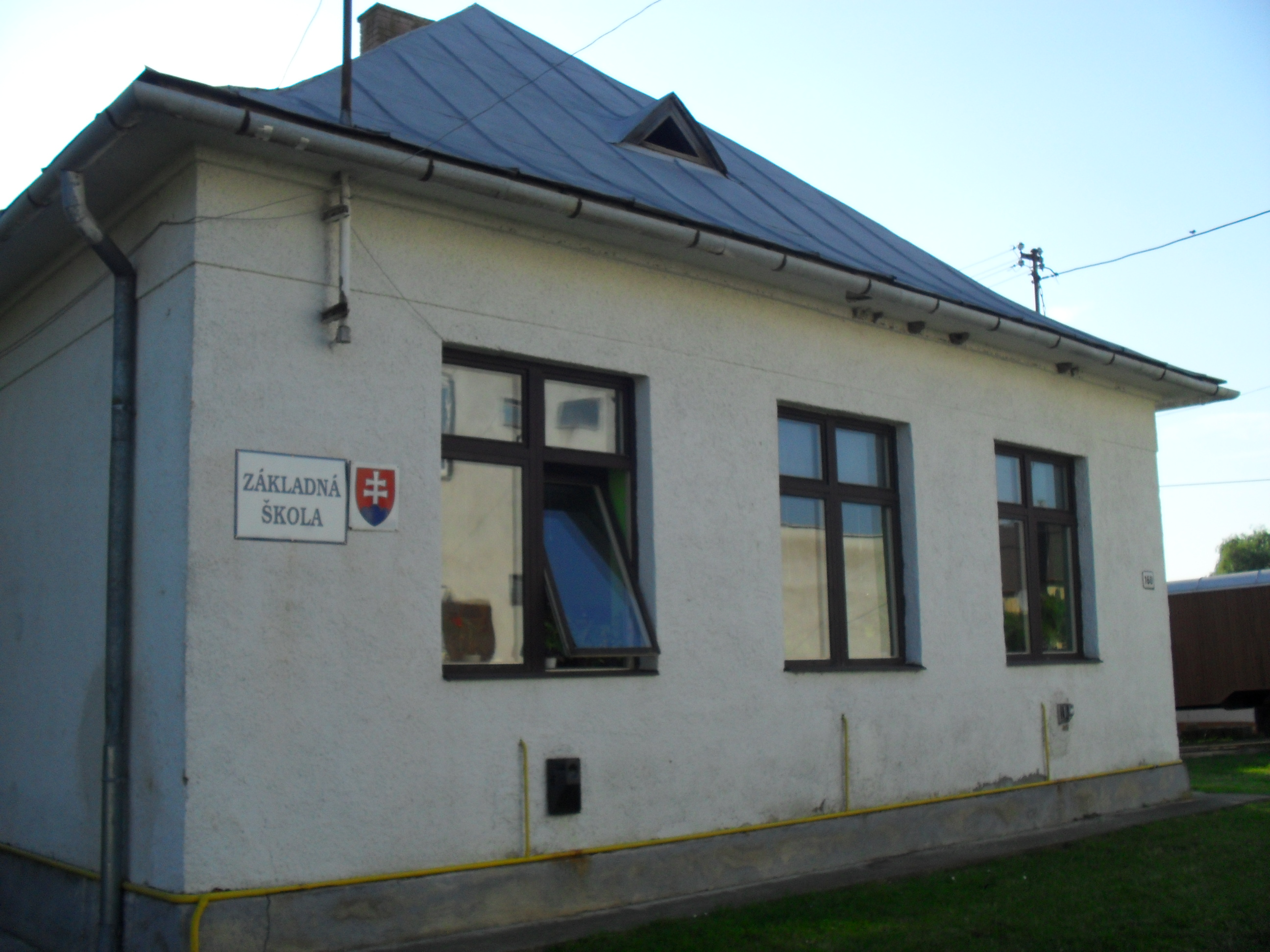
Alapiskola
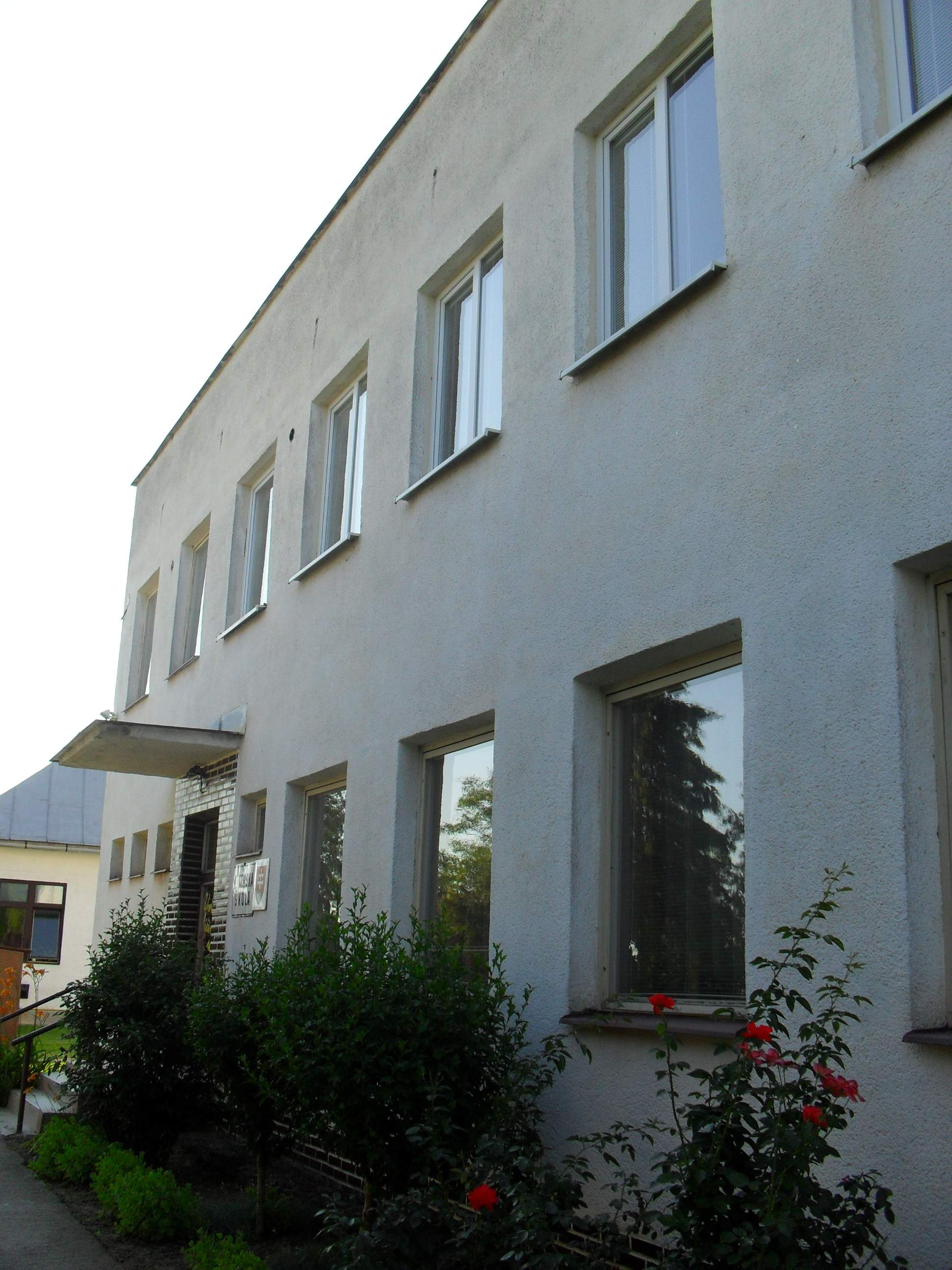
Óvoda
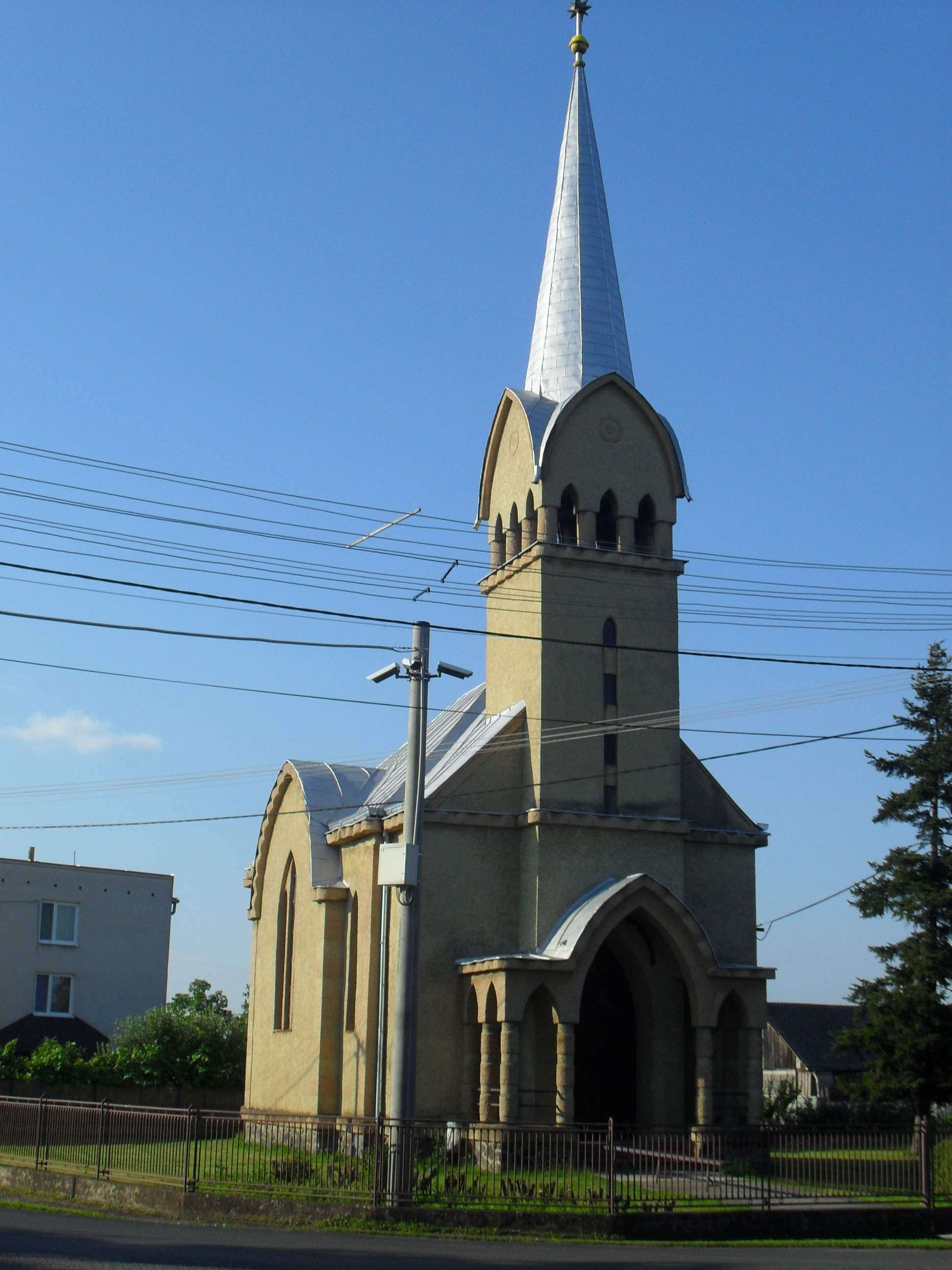
Református templom
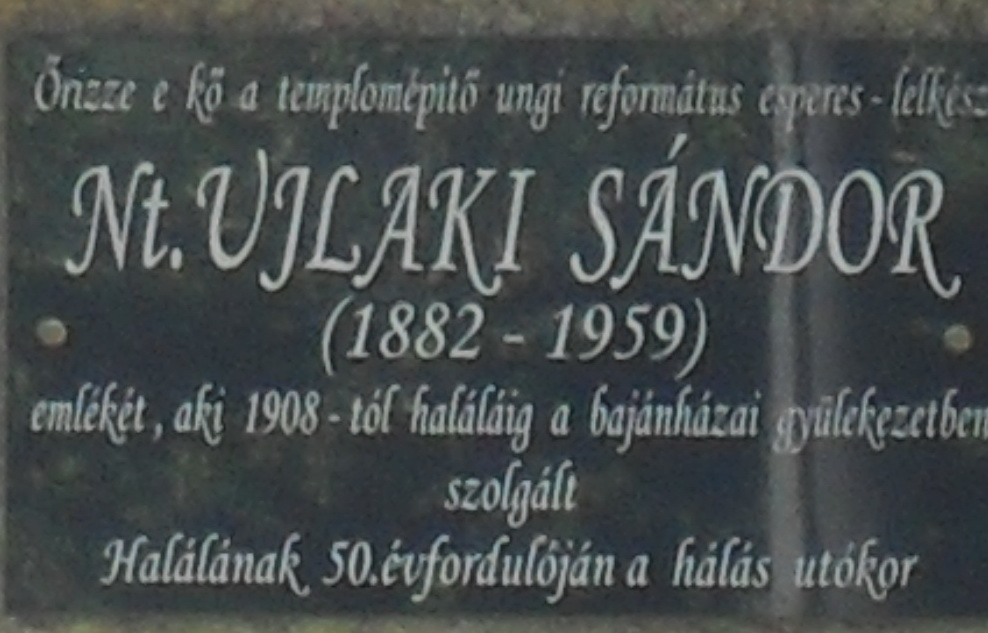
Emléktábla a református templom falán
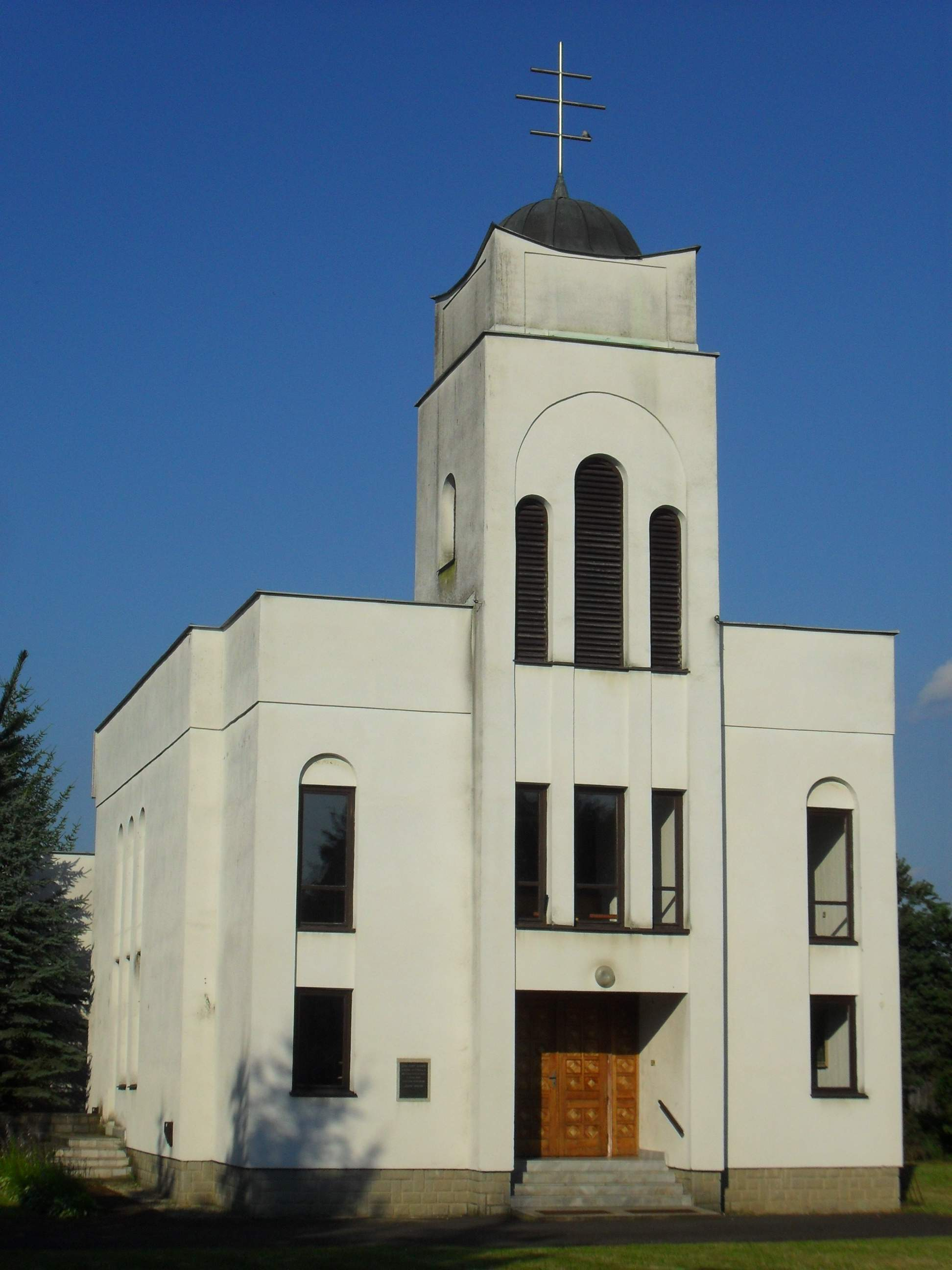
Görögkatolikus templom
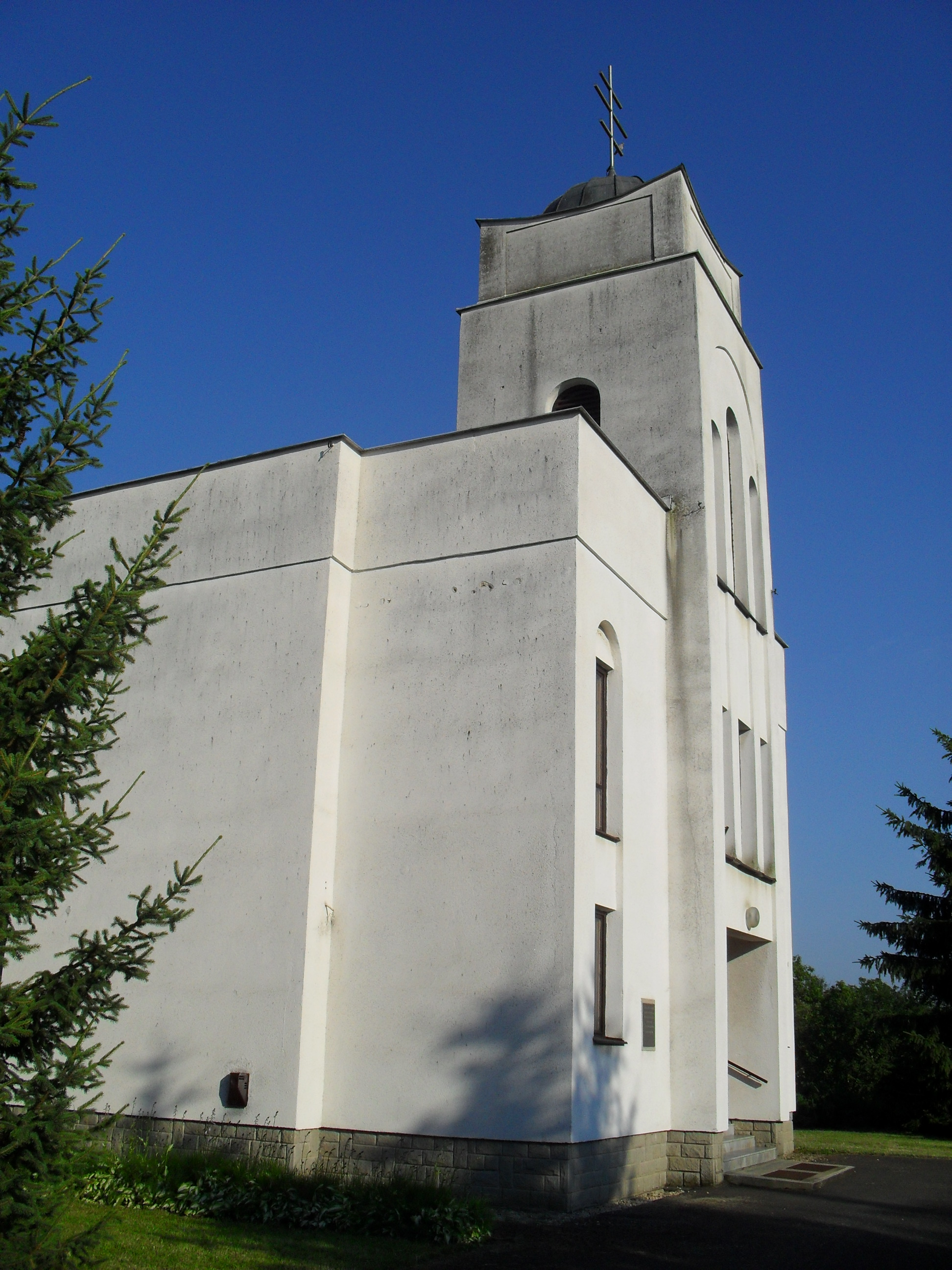
Görögkatolikus templom
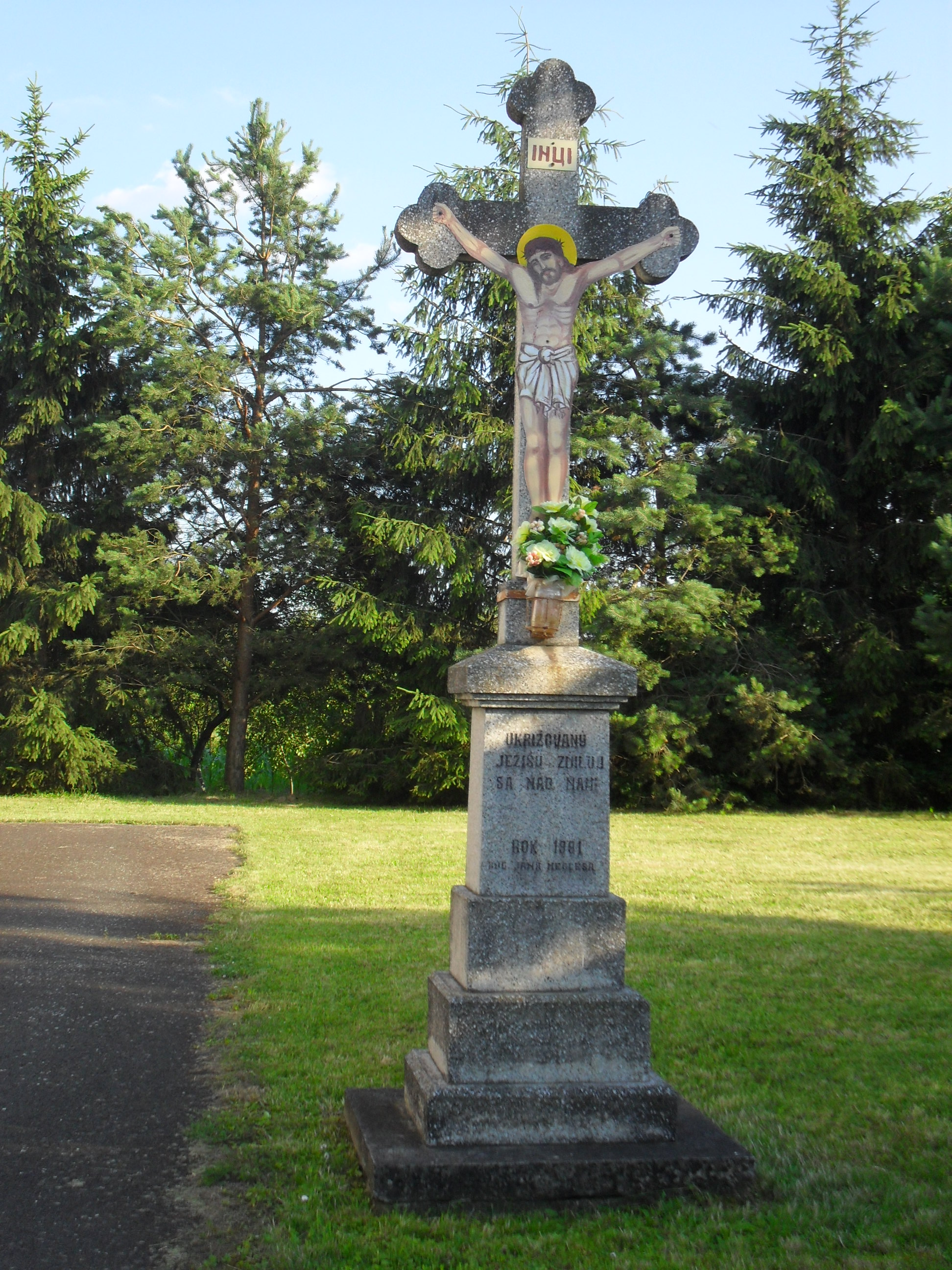
Feszület a görögkatolikus templom udvarán
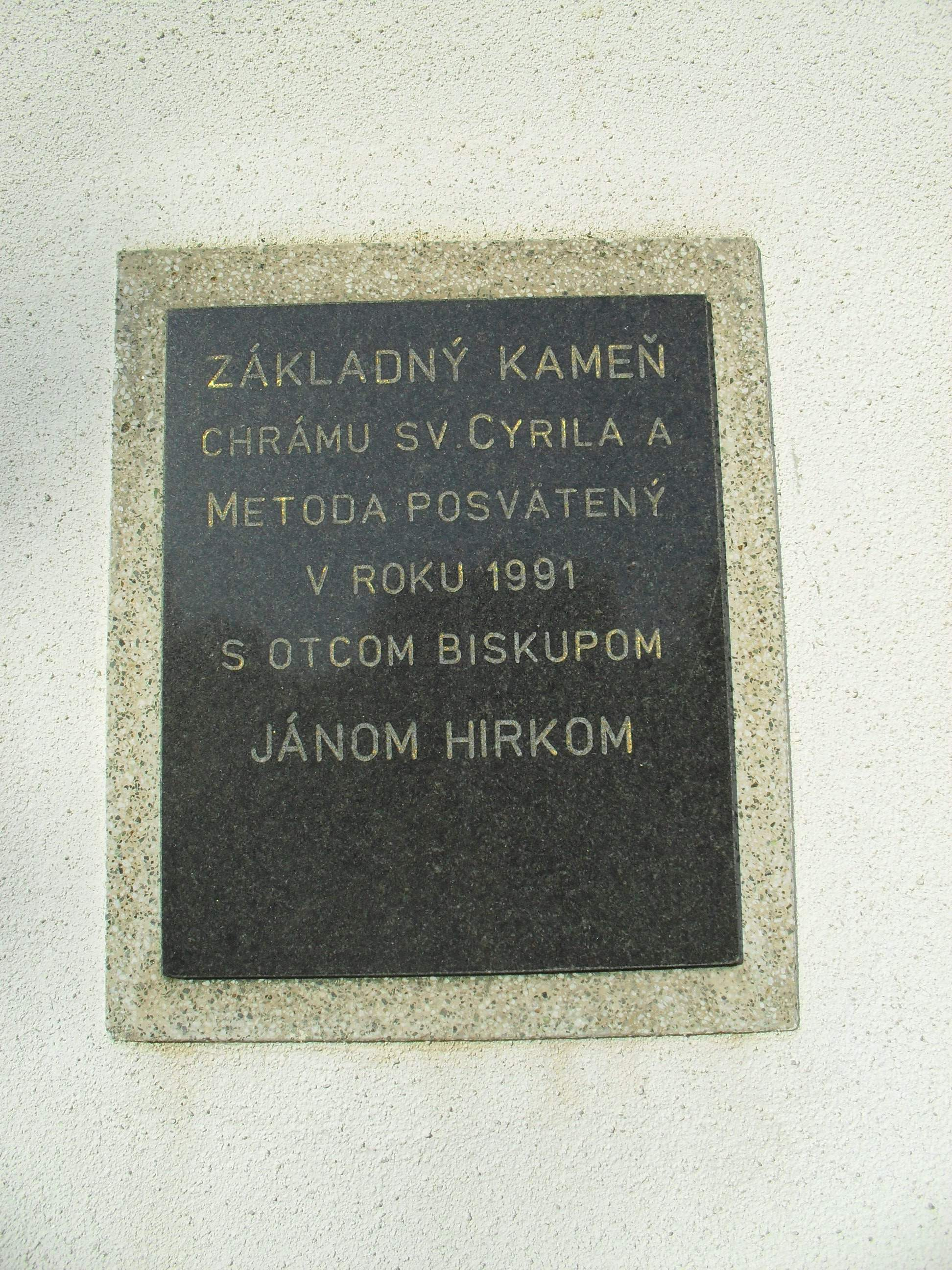
Emléktábla a görögkatolikus templom falán
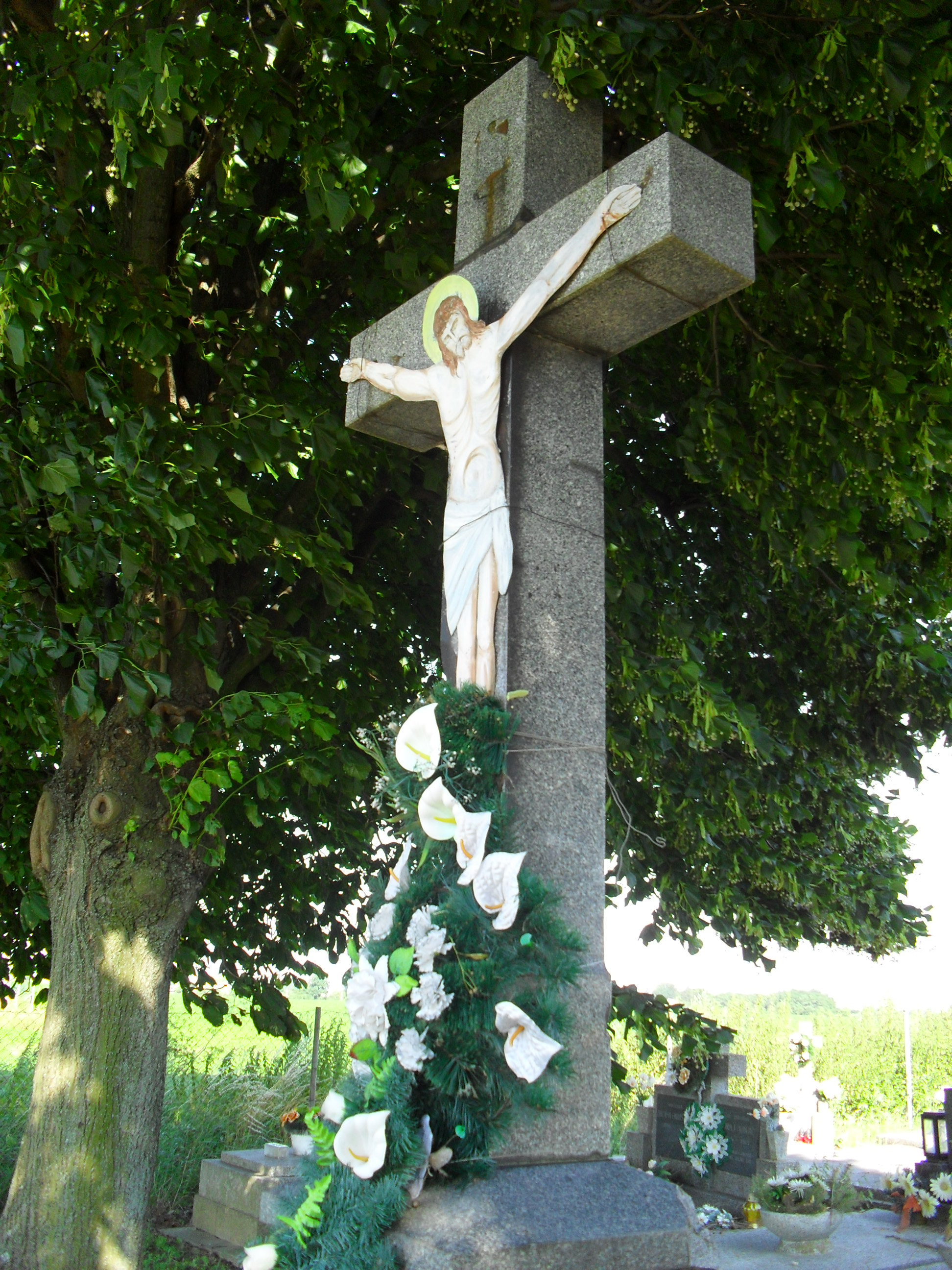
Temetői nagykereszt
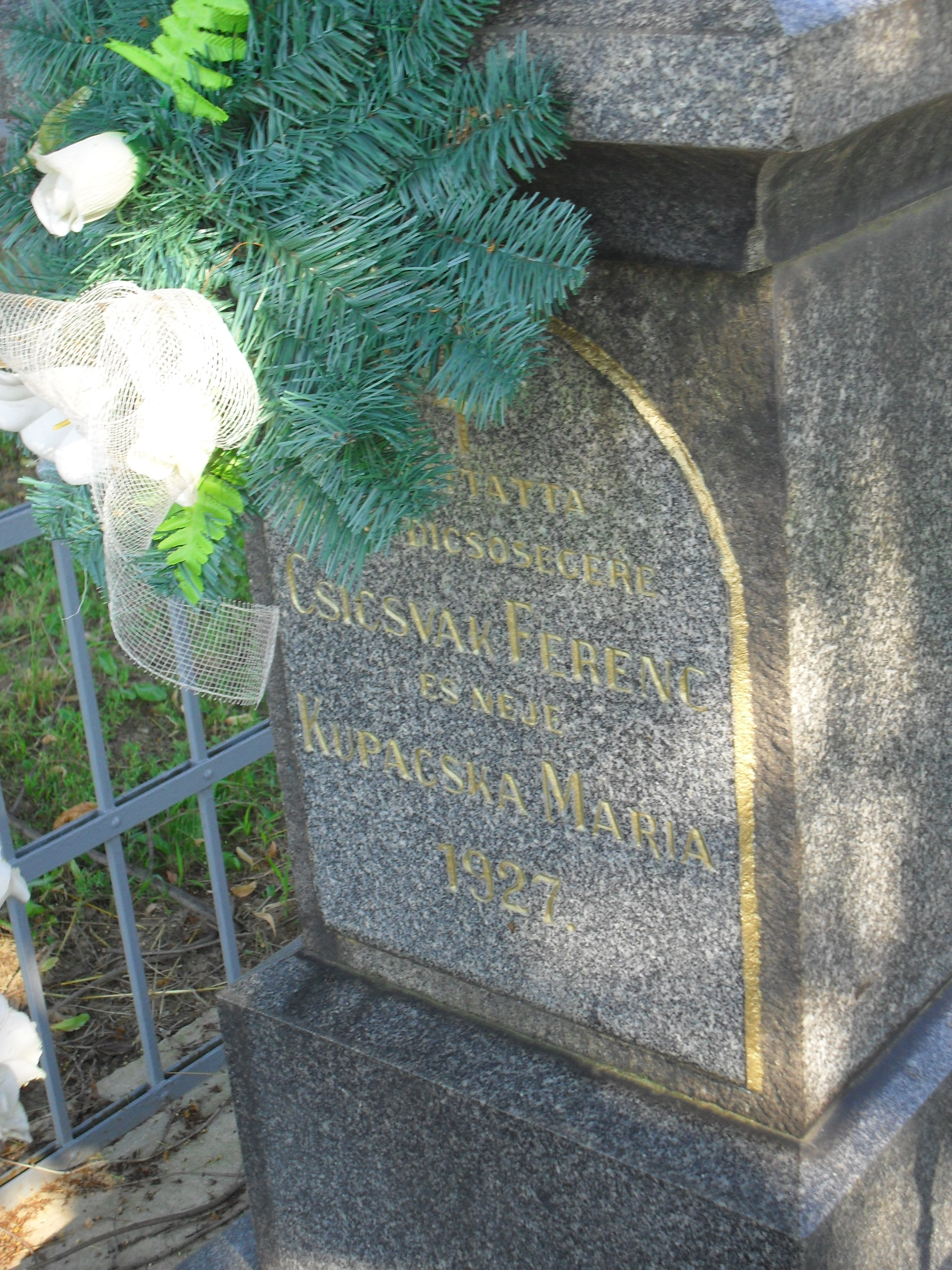
Temetői nagykereszt – részlet
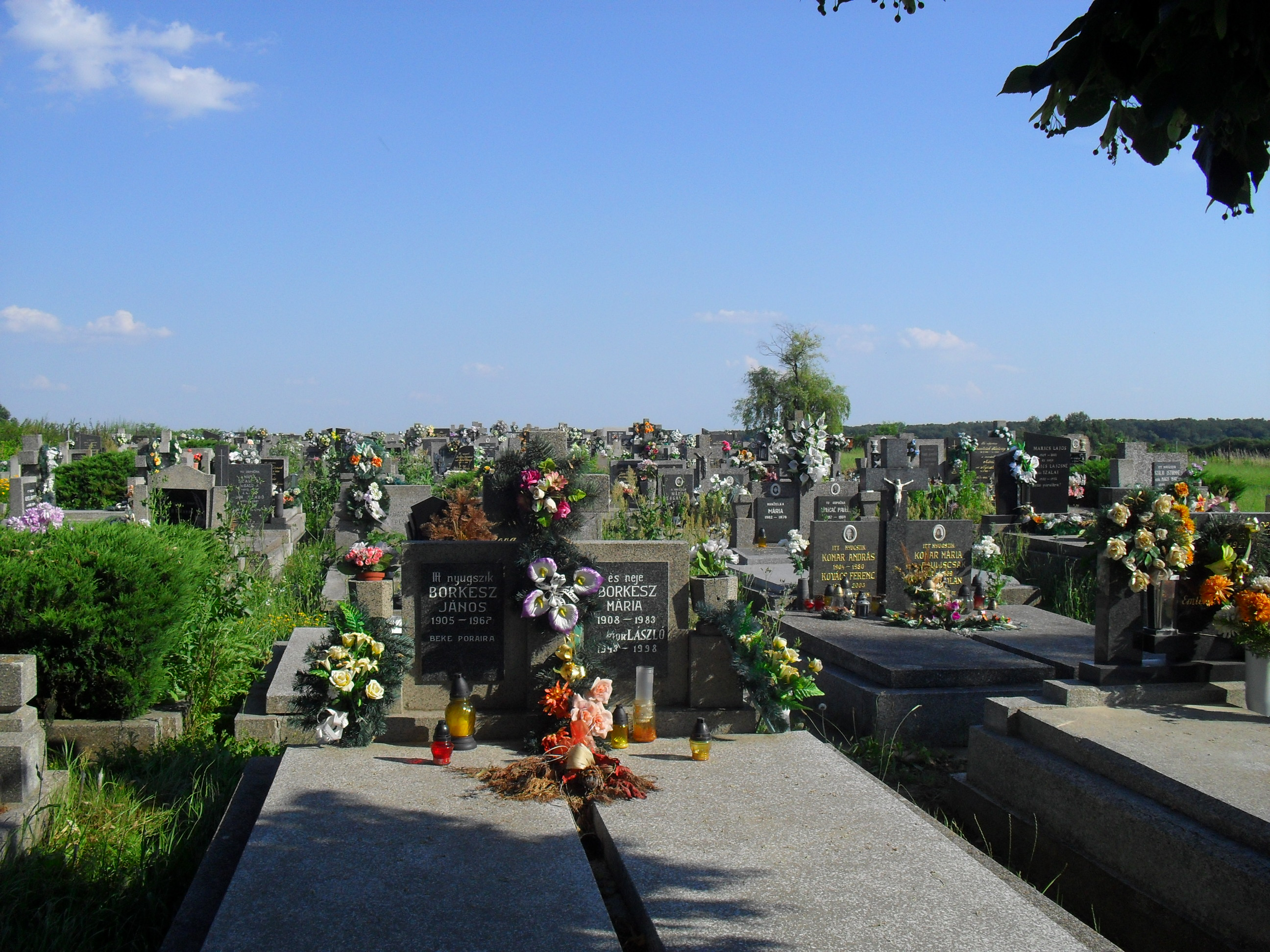
Temető